# 磐田料金所
磐田料金所（いわたりょうきんじょ）は、かつて磐田バイパスに設置されていた料金所。
2005年3月30日22時より、国土交通省が旧・日本道路公団よりバイパスを買い取った（国と静岡県が費用を負担）ことにより、藤枝バイパス、掛川バイパス、浜名バイパスと併せて無料開放となった。
このため、上り側に設置されていた磐田PAとともに閉鎖された。なお跡地は片側2車線拡張工事によって全面的に本線の一部となる予定で、工事が進捗している2011年現在では面影を消しつつある。

## 道路
- 磐田バイパス（国道1号バイパス）

## かつてのレーン構成
ブース数：6

### 下り線（浜松市、名古屋市方面）
- ブース数：3
  - 自動精算：2
  - 有人精算：1

### 上り線（袋井市、静岡市方面）
- ブース数：3
  - 自動精算：2
  - 有人精算：1

## 隣
磐田バイパス
岩井IC - 磐田PA/TB - 見付IC